# Mesna
Mesna é um fármaco utilizado como medicamento na terapia coadjuvante de tratamento quimioterapêutico do câncer como antitóxico. É de origem sintética e foi desenvolvido para combater os efeitos tóxicos da Ciclofosfamida, evitando assim a cistite hemorrágica.

## Mecanismo de ação
Mesna é rapidamente absorvida através da via intravenosa e assim oxida-se em dimesna. No rim sofre uma redução e transforma-se novamente em mesna. Os metabólitos de Ciclofosfamida acroleína e 4-hidroxi-ifosfamida reagem com a mesna e ocorre a desintoxicação.